# Elektronika MK-61

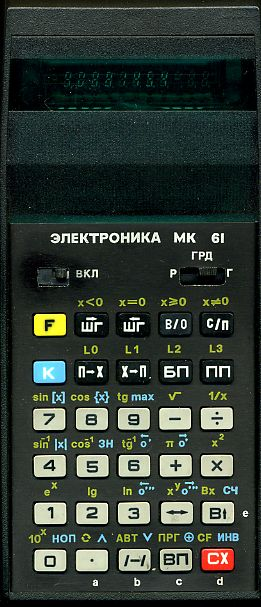
Elektronika MK-61

Elektronika MK-61 (ロシア語: Электроника МК-61) は、1983年から1994年までの間にソ連で製造されたRPNプログラム電卓である。
当初の販売価格は85ルーブルであった。
Elektronika MK-61は、15本のデータメモリと105ステップのプログラムメモリを備えたプログラム電卓である。4レベルのスタックとLastXレジスタを備えたRPN電卓でもある。
間接指定機能が豊富であり、しかも内部コードの半数超を間接指定命令で占めており、間接指定機能を重視していることが窺える。しかしながら、間接指定時のデータメモリの直交性は考慮されていない。(特徴の項を参照)

## 概要
- 精度
  - 仮数8桁、指数2桁[7]

- スタック
  - スタックレベル： 4レベル(X、Y、Z及びT)[8]
  - スタック操作機能： 「В↑」(ヒューレット・パッカード社(以下「HP」と略す)の電卓における「ENTER↑」に相当)、「⇔」(HP電卓の「X<>Y」に相当)、「↑○↓」(HP電卓の「R↓」に相当)[9]

- データメモリ
  - データメモリ数： 15本(RG0-RG9及びRGa-RGe)[4] 並びに X1レジスタ[10](HP電卓のLastXレジスタに相当)
  - データメモリ操作機能： リコールメモリ「П→X」、ストアメモリ「X→П」[11]、リコールX1「Вx」[10]

- 数学機能
  - 三角関数、逆三角関数、対数関数、指数関数、16進計算(AND、OR、XOR「(+)」、NOT「ИНВ」)、疑似乱数「СЧ」、度分変換、度分秒変換、整数部、小数部「{x}」、絶対値、符号(SIGN)「ЗН」、など[5]

- プログラム
  - プログラムメモリ： 105ステップ[5]
  - プログラム機能： 無条件ジャンプ「БП」[12]、条件ジャンプ(「X＜0」,「X＝0」,「X≧0」,「X≠0」)[13]、ループ支援(RG0用「L0」,RG1用「L1」,RG2用「L2」,RG3用「L3」)[14](プログラム例の項を参照)、サブルーチンコール「ПП」[15]、サブルーチンからのリターン「В/0」[16]、停止「С/П」[17]、など
  - プログラム編集機能： プログラム編集モード移行「ПРГ」、実行モード移行「АВТ」[18]、ステップ進む(FST)「→ШГ」、ステップ戻る(BST)「←ШГ」[19]、など
  - プログラム実行機能： 先頭アドレス00へ移動「В/0」[20]、実行・中断「С/П」[17]
  - プログラムアドレス指定： 絶対アドレス。先頭のアドレスが「00」であり、最後が104であるが、100から104までのアドレスは「-0」、「-4」等と表示される。[21][22]

- 間接指定機能
  - 「К」。「П→X」,「X→П」,「БП」,「ПП」,「X＜0」,「X＝0」,「X≧0」,「X≠0」とともに使用する。[23](特徴の項を参照)  「К」には第2シフトの機能もある。

- ハードウェア
  - スライドスイッチ： 2個。左側が電源スイッチで、右側が角度単位指定スイッチ(Р:ラジアン、ГРД:グラード、Г:度)となっている。[24]
  - 入力装置： 30キー(写真参照)。キーストロークが浅く、キーを押した感覚はほとんどないものを使用している。シフトキーが2個あり、第1シフトキーが「F」、第2シフトキーが「К」となっている。[4]「К」キーは間接指定にも用いる。
  - 表示装置： VFD 12桁。表示桁の配置は、左から、仮数の負号用1桁、仮数用8桁、指数の負号などに使用する1桁、指数用2桁となっている。仮数負号桁と指数負号桁には数字は表示できない。従って、数字用だけであれば10桁である。
  - 電源： А-316(単三形)電池3本[25] 又は 専用ACアダプタД2-10М(D2-10M)(220V50Hz専用)[5]
  - メモリの揮発性： スタック、データメモリ、プログラムの記憶域は、全て揮発性である。

## 特徴

### データメモリと間接指定時の動作
MK-61は15本の汎用データメモリレジスタを備えているが、間接指定時の動作にはレジスタ毎に下表の通り差異がある。
| レジスタ 名 | レジスタ 番号 | レジスタ コード | 押下 キー | 間接指定時の動作                                             |
| ----------- | ------------- | --------------- | --------- | ------------------------------------------------------------ |
| RG0         | 0             | 0               | 0         | デクリメント後アドレス評価 または アドレス評価後デクリメント |
| RG1         | 1             | 1               | 1         | デクリメント後アドレス評価 または アドレス評価後デクリメント |
| RG2         | 2             | 2               | 2         | デクリメント後アドレス評価 または アドレス評価後デクリメント |
| RG3         | 3             | 3               | 3         | デクリメント後アドレス評価 または アドレス評価後デクリメント |
| RG4         | 4             | 4               | 4         | インクリメント後アドレス評価                                 |
| RG5         | 5             | 5               | 5         | インクリメント後アドレス評価                                 |
| RG6         | 6             | 6               | 6         | インクリメント後アドレス評価                                 |
| RG7         | 7             | 7               | 7         | アドレス評価のみ                                             |
| RG8         | 8             | 8               | 8         | アドレス評価のみ                                             |
| RG9         | 9             | 9               | 9         | アドレス評価のみ                                             |
| RGa         | 10            | -               | .         | アドレス評価のみ                                             |
| RGb         | 11            | L               | /-/       | アドレス評価のみ                                             |
| RGc         | 12            | [               | ВП        | アドレス評価のみ                                             |
| RGd         | 13            | Г               | СХ        | アドレス評価のみ                                             |
| RGe         | 14            | E               | В↑        | アドレス評価のみ                                             |

(間接指定のプログラム例)
| プログラム アドレス | キー入力         | 命令 コード | 説明                                                     |
| ------------------- | ---------------- | ----------- | -------------------------------------------------------- |
| 00                  | 「4」            | 04          | 4を置数                                                  |
| 01                  | 「В↑」           | 0E          | ENTER↑                                                   |
| 02                  | 「К」「БП」「3」 | 83          | RG3の内容をデクリメント後、RG3の値のアドレスへジャンプ   |
| 03                  | 「F」「√」       | 21          | 平方根                                                   |
| 04                  | 「2」            | 02          | 2を置数                                                  |
| 05                  | 「＋」           | 10          | 加算                                                     |
| 06                  | 「К」「БП」「4」 | 84          | RG4の内容をインクリメント後、RG4の値のアドレスへジャンプ |
| 07                  | 「＋」           | 10          | 加算                                                     |
| 08                  | 「3」            | 03          | 3を置数                                                  |
| 09                  | 「×」            | 12          | 乗算                                                     |
| 10                  | 「К」「БП」「a」 | 8-          | RGaの値のアドレスへジャンプ                              |
| 11                  | 「－」           | 11          | 減算                                                     |
| 12                  | 「С/П」          | 50          | 停止                                                     |

プログラム実行前に
| 「5」「X→П」「3」      |
| 「7」「X→П」「4」      |
| 「1」「2」「X→П」「a」 |

として、RG3に5を、RG4に7を、RGaに12を入れておく。
「В/0」(プログラムの先頭アドレス00に移動)、「С/П」(プログラム実行)を押してプログラムを実行すると
| 18 |

という結果が表示される。これは、(4＋2)×3の演算結果であるが、上記のプログラムを見ても なかなか わかりにくい。
アドレス02の間接ジャンプでは、実行前にRG3に入れた値の「05」ではなく、デクリメントされた「04」のアドレスへジャンプしている。
同様に、アドレス06の間接ジャンプでは、実行前にRG4に入れた値の「07」ではなく、インクリメントされた「08」のアドレスへジャンプしている。
ただし、アドレス10の間接ジャンプでは、RGaの値「12」のアドレスにそのままジャンプしている。
その結果、アドレス「03」「07」「11」のコマンドは飛ばされて実行されないことになる。

### 演算・関数
1. 「max」は、スタックXとスタックYのうち値の大きい方を返す演算(アリティが2の最大値関数)であるが、以下の注意点がある。
- スタックXとスタックYの少なくとも一方がゼロである場合はゼロが返される。オペランドの片方がゼロで、もう片方が正数である場合には、返される値ゼロは最大値ではない。
- 返された値はスタックXに上書きされるだけで、スタックの下降はしない。スタックYに演算前のオペランドの片方が残っている。

2. 「xy」は、冪乗(累乗)演算であるが、HP電卓の「yx」とはオペランドの順番が逆となっている。

## プログラム例
2 以上 69 以下の指定した整数の階乗を計算するプログラムの例を示す。
| プログラム アドレス | キー入力     | 命令 コード | 説明 | スタック |
| ------------------- | ------------ | ----------- | --- | -------- |
| 00                  | 「X→П」「0」 | 40          | スタックXの値をRG0にストア | -        |
| 01                  | 「1」        | 01          | 1を置数 | 上昇     |
| 02                  | 「П→X」「0」 | 60          | RG0の値をリコール | 上昇     |
| 03                  | 「×」        | 12          | 乗算 | 下降     |
| 04                  | 「F」「L0」  | 5Г          | RG0の値が 2<=RG0 ならば、RG0をデクリメントし、命令の2バイト目で指定されたアドレス(ここでは02)へジャンプする。 RG0の値が 1<=RG0<2 の範囲ならば次の命令のアドレス(ここでは06)へ進む。 | -        |
| 05                  | 「0」「2」   | 02          | RG0の値が 2<=RG0 ならば、RG0をデクリメントし、命令の2バイト目で指定されたアドレス(ここでは02)へジャンプする。 RG0の値が 1<=RG0<2 の範囲ならば次の命令のアドレス(ここでは06)へ進む。 | -        |
| 06                  | 「С/П」      | 50          | 停止 | -        |

「ПРГ」でプログラム編集モードに入り、上記プログラムを入力する。「АВТ」で実行モードに戻り、計算したい数値を、例えば、
| 6 |

などと入力し、「В/0」で先頭アドレス00へ移動し、「С/П」でプログラムを実行すると、暫くして、結果が、
| 720 |

のように表示される。

## ギャラリー

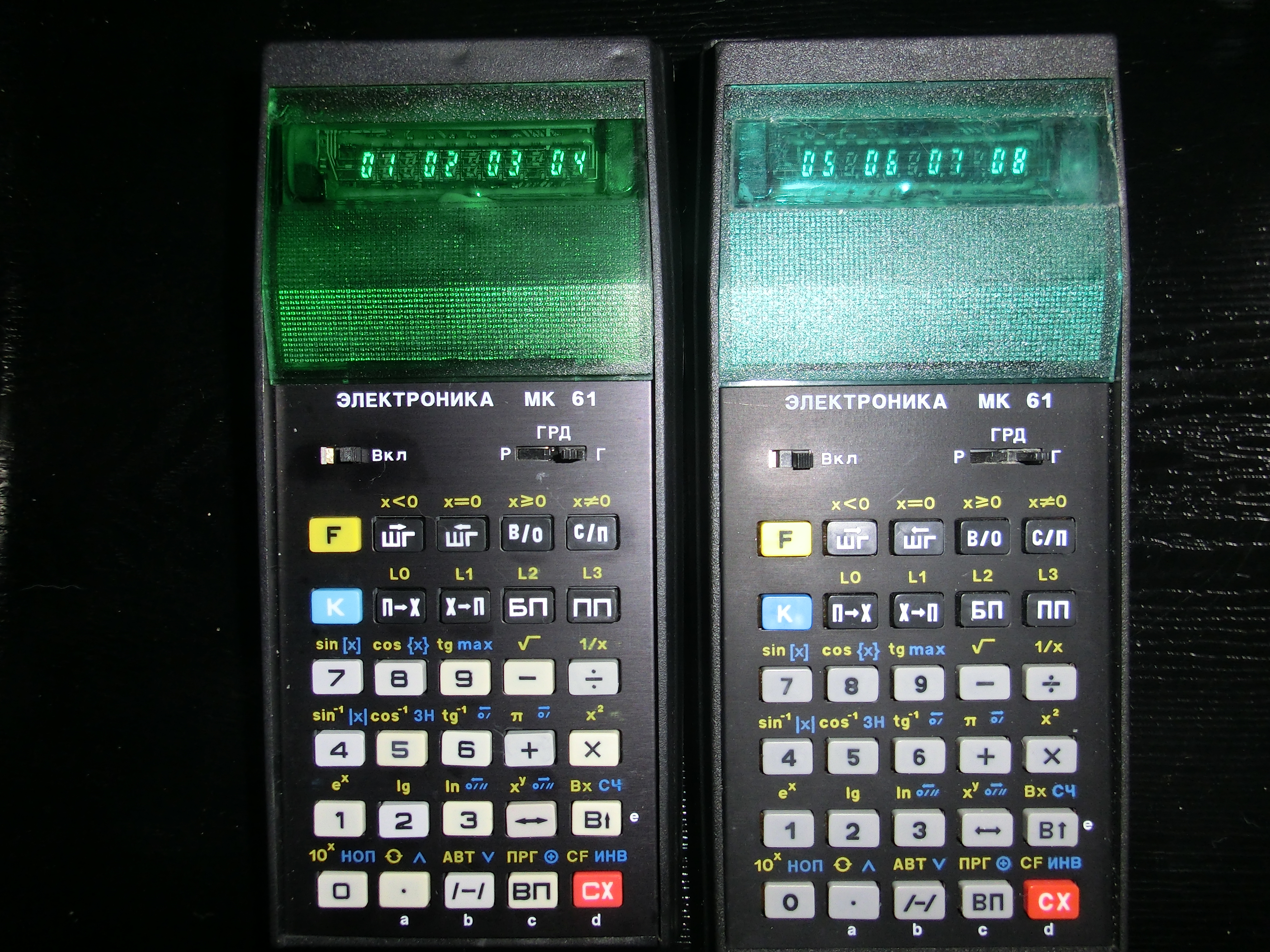
プログラムモードのMK-61が2台並んでいる
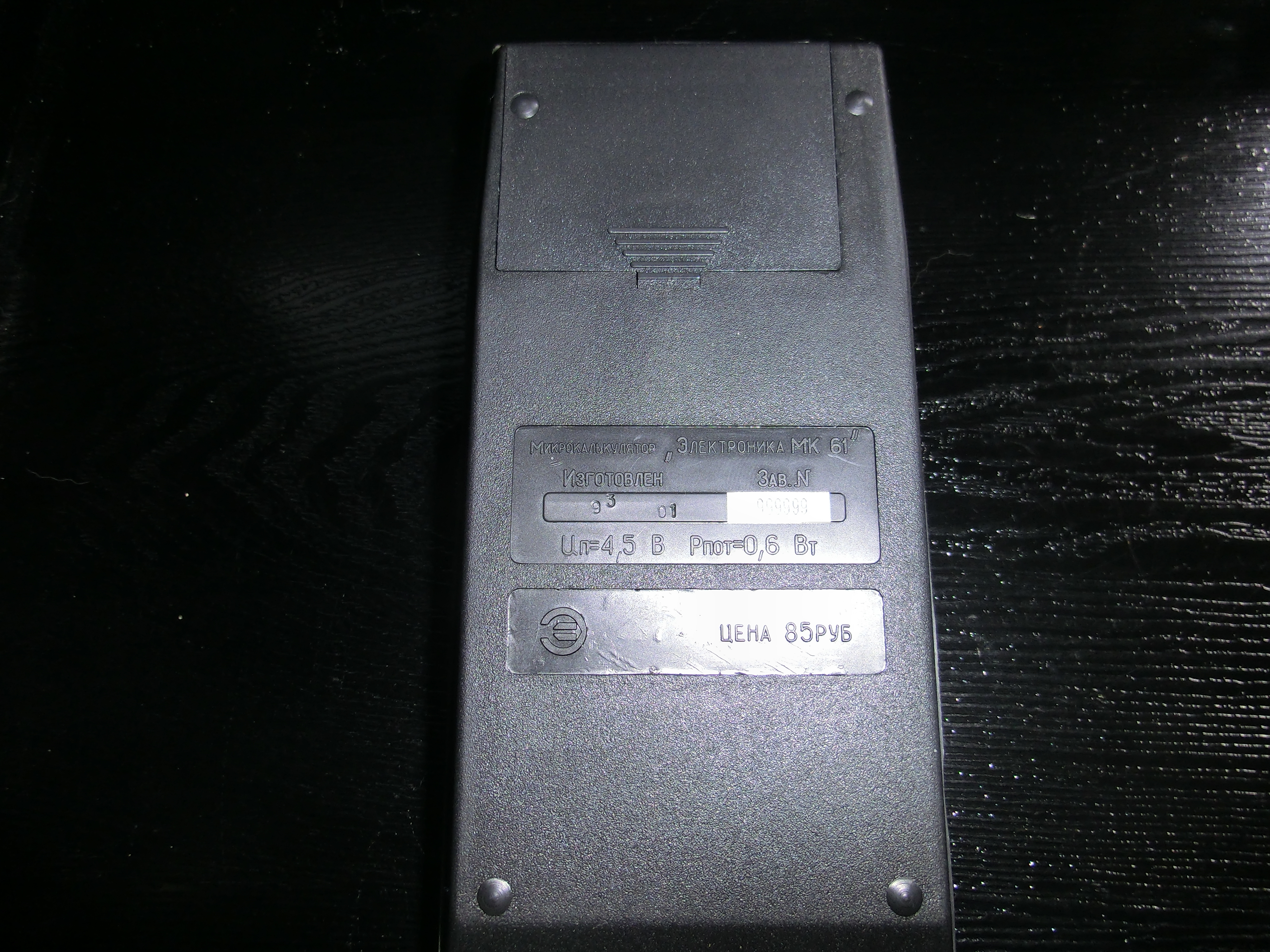
裏面
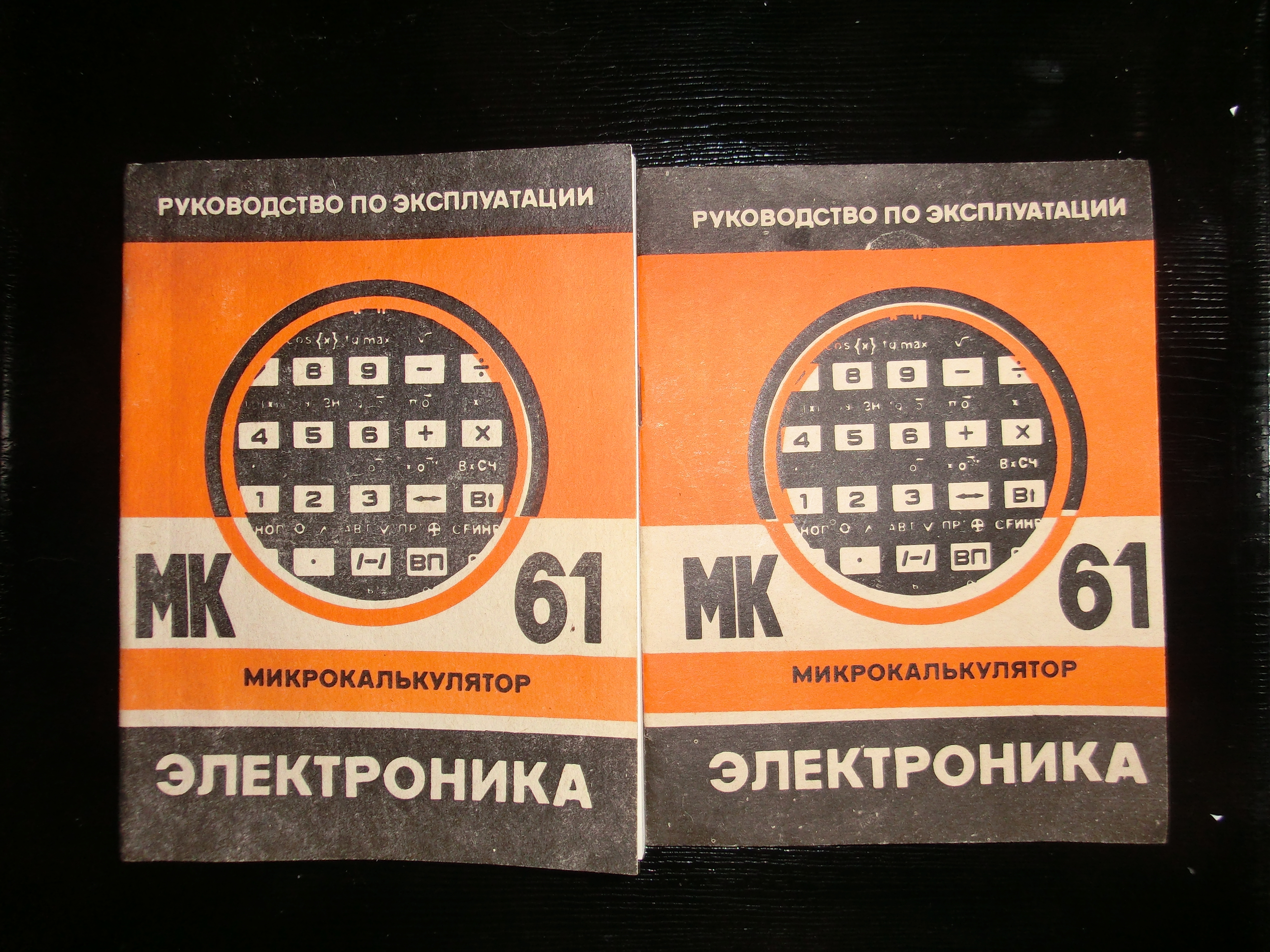
ロシア語マニュアル
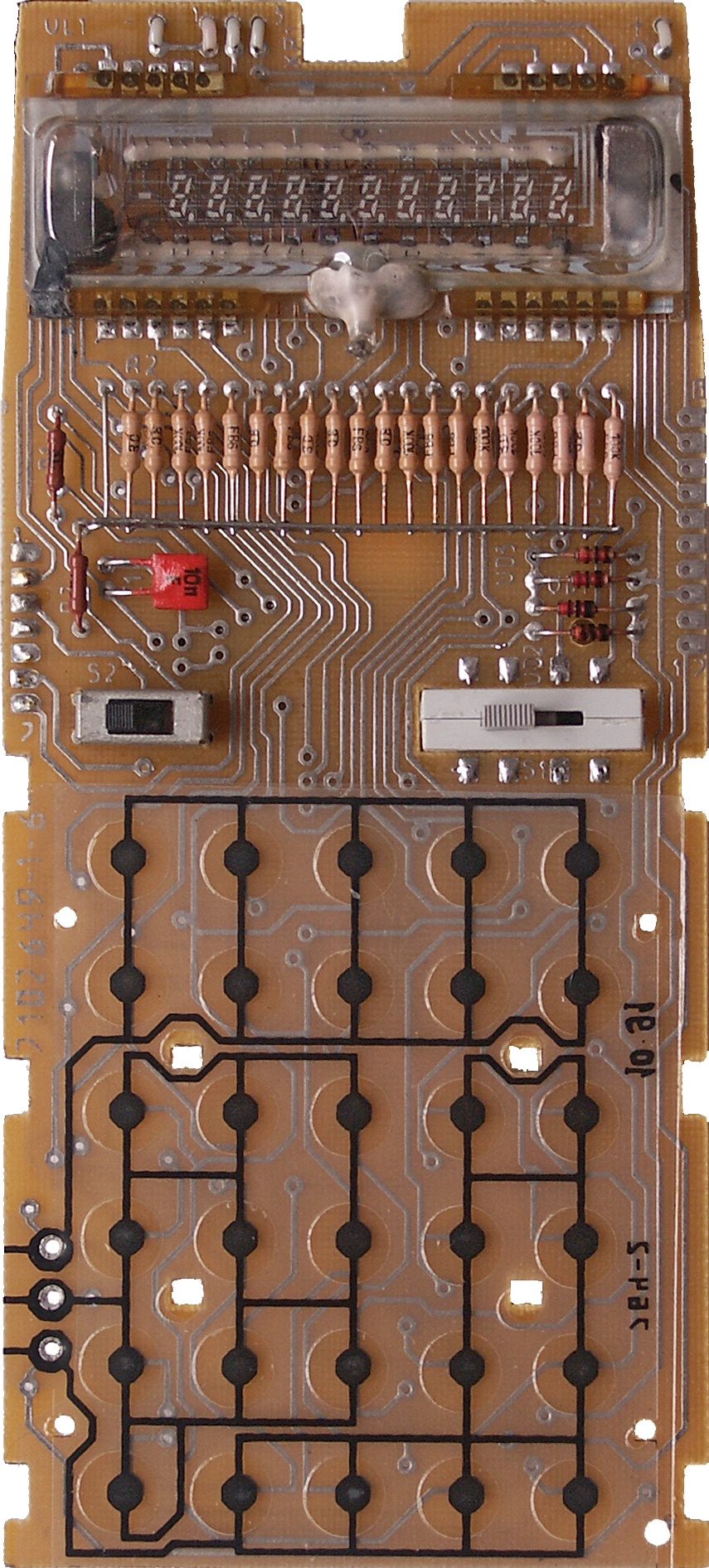
メイン基板（表）
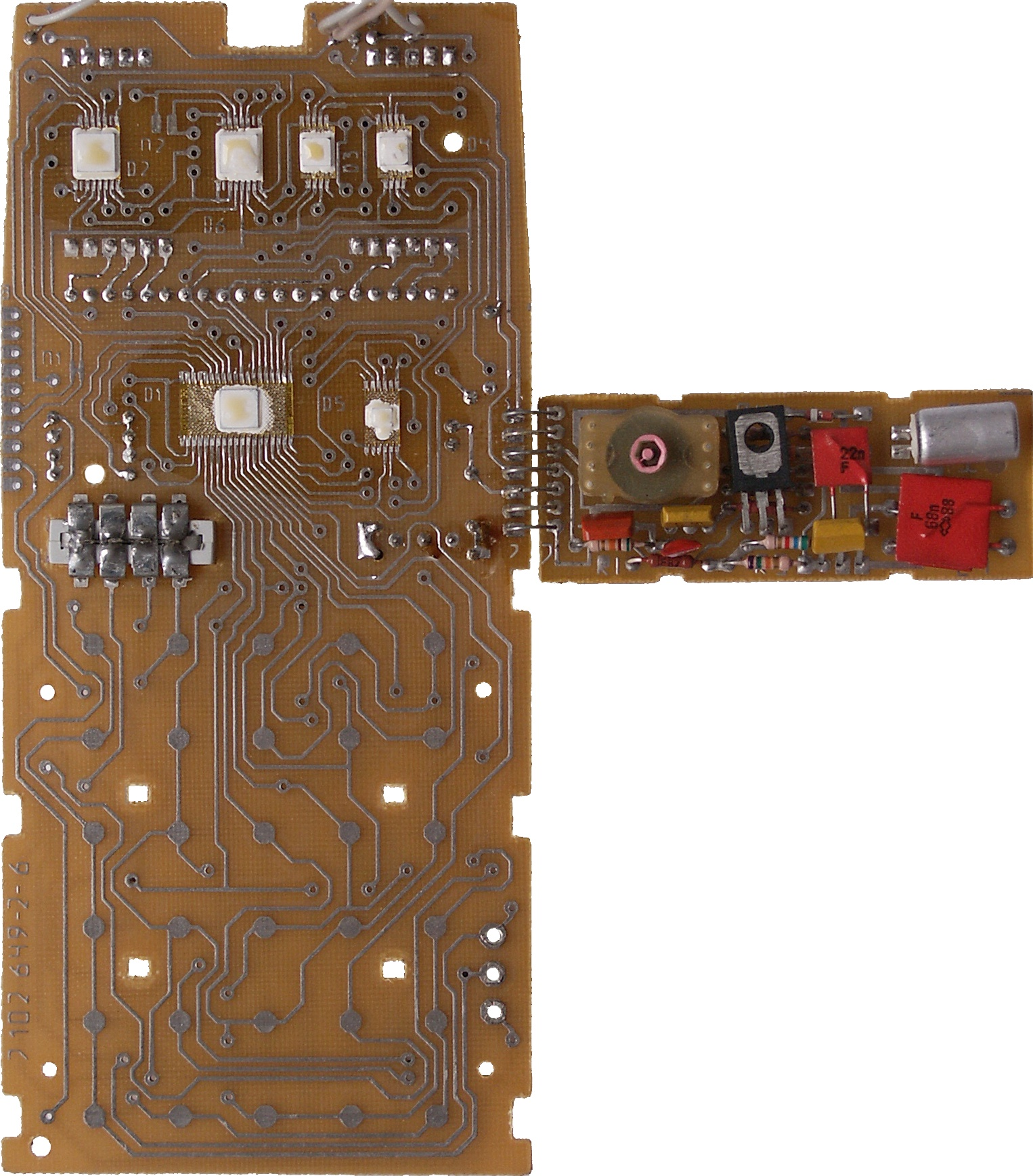
メイン基板（裏）と電源基板（表）
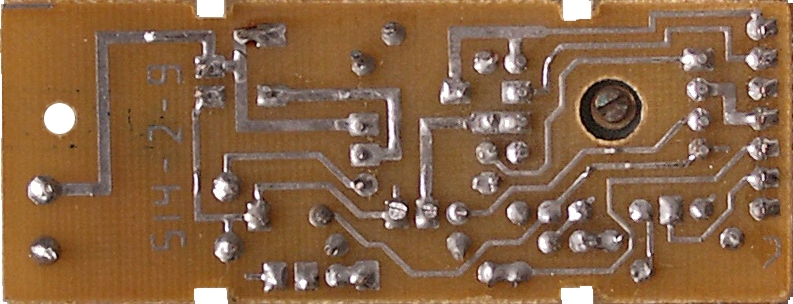
電源基板（裏）
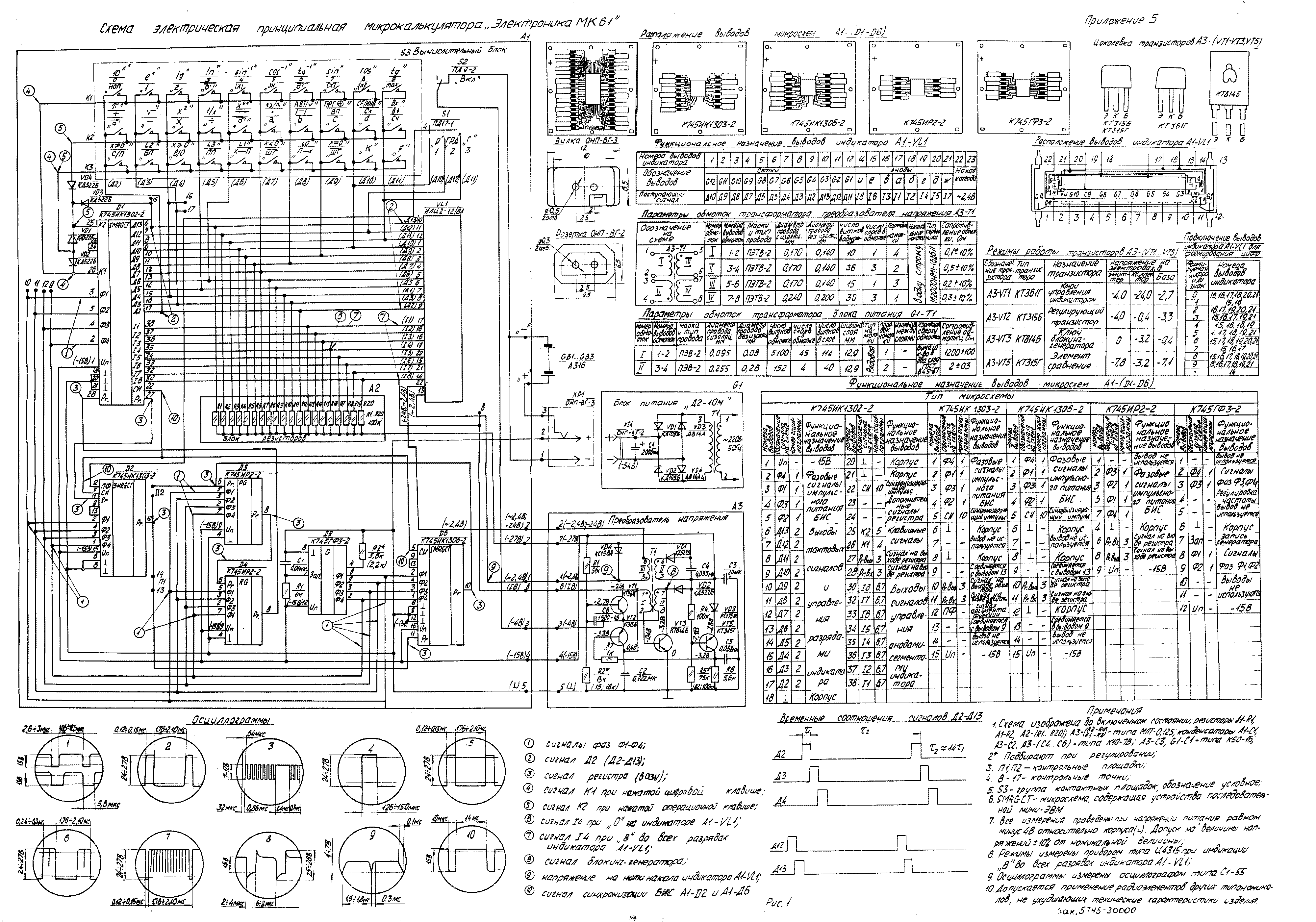
回路図